# Thirasia
Thirasia (griechisch Θηρασία [θiraˈsia] oder Θηρασιά [θiraˈsja] (f. sg.)) ist eine griechische Insel der Kykladen im ägäischen Meer. Sie bildet den im Anschluss an die sogenannte Minoische Eruption entstandenen westlichen Calderarand des Santorini-Archipels. Verwaltungstechnisch zählt die Insel zum Gemeindebezirk Ia der Gemeinde Thira. Nach der Volkszählung 2011 hatte die Insel 319 Bewohner.

## Geographie und Geologie
Thirasia ist mit einer Länge von 5,7 km, einer Breite von 2,7 km und einer Fläche von 9,246 km² die zweitgrößte Insel des Archipels. Die höchste Erhebung bildet der Berg Viglós mit 295 m. An der Ostküste fallen die Felsen steil ins Meer ab, die Westküste ist flach ausladend. Geologisch besitzt Thirasia denselben Aufbau und fast dasselbe Erscheinungsbild wie die anderen den Kraterrand bildenden Inseln Thira (Santorin) und Aspronisi, mit einem Sockel aus schwarzer Lava und einer darüber liegenden, rund 60 m mächtigen Bimssteinschicht.

## Geschichte
Der Name Therasia ist vermutlich vorgriechischen Ursprungs und könnte von einem Ortsnamen wie Qụhērāsos/-ā abgeleitet sein. Auf Tafeln in Knossos wurde die Bezeichnung Qe-ra-si-ja entdeckt, welche vermutlich auf eine in Santorin verehrte Göttin verweist, die nach ihrer Herkunft benannt wurde (qe-ra-si-ja = die von Qụhērāsos/-ā). Im Süden von Thirasia wurde eine durch den Vulkanausbruch verschüttete, prähistorische Siedlung mit enger Verwandtschaft zu Akrotiri auf Thira gefunden. Später wurde die Insel von den Dorern besiedelt. Man fand Reste von Gräbern im Süden sowie einer Siedlung im Norden. Thirasia wurde von Strabon, Plinius dem Älteren, Ptolemaios, Junianus Justinus und Stephanos von Byzanz erwähnt. 2008 wurde die Insel Schauplatz des griechischen Films Kleine Verbrechen.

## Verwaltung, Bevölkerung und Wirtschaft

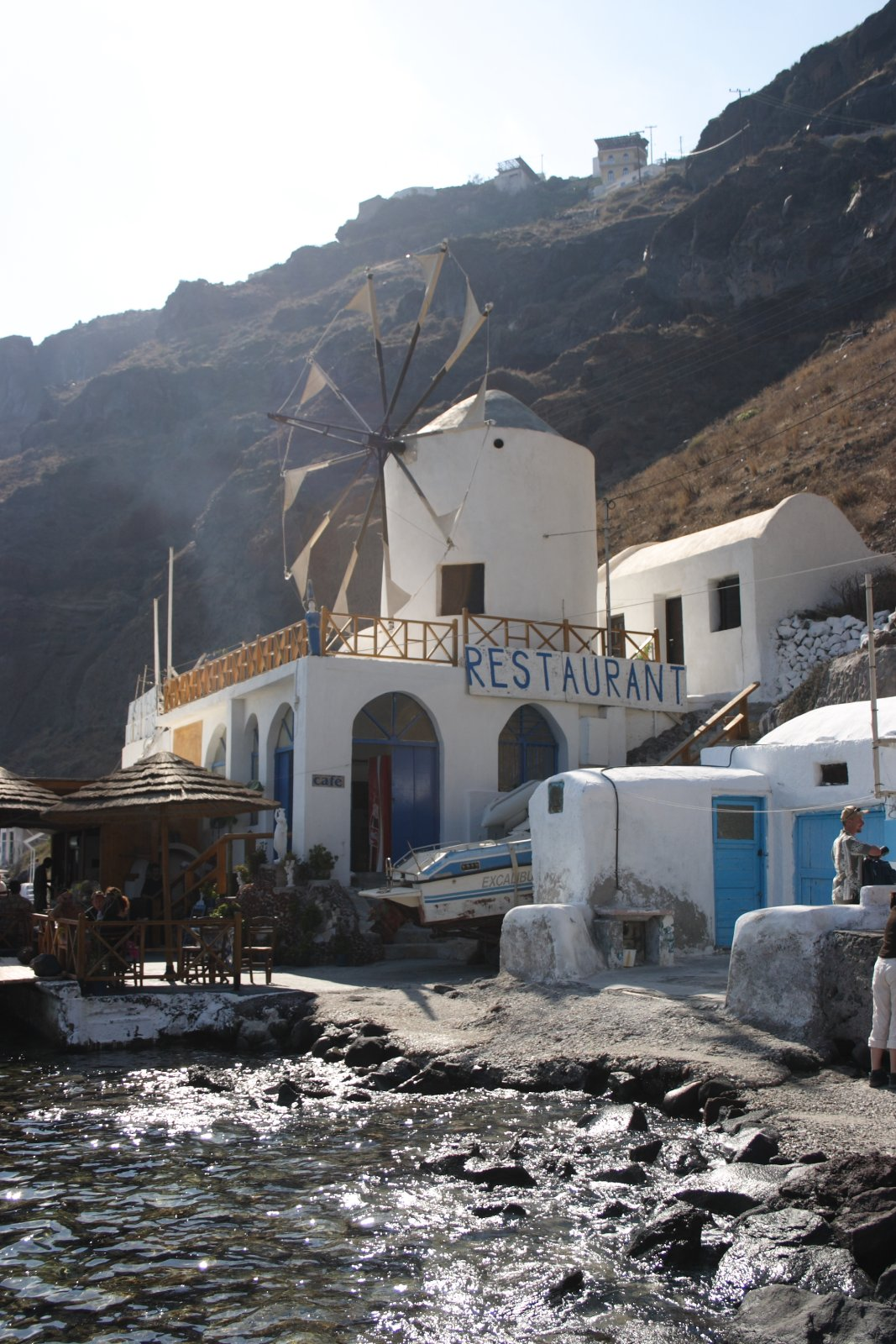
Ormos Korfou auf Thirasia

Thirasia gehört zum Gemeindebezirk Ia, von dessen Hafen Ammoudi aus eine tägliche Schiffsverbindung mit einem kleinen Boot (von den Einheimischen „Lantza“ genannt) zu den Häfen Riva im Inselnorden und Ormos Korfou (auch Corfos) unterhalten wird. Die größere Fähre „Kato Nisi“ (von den Einheimischen „Pantofla“ genannt) läuft vom Althafen in Firá (Santorin) sowie dem santorinischen Haupthafen Athinios die Insel an und befördert auch Kraftfahrzeuge.
Etwa die Hälfte der Inselbewohner leben im Hauptort Manolas am Kraterrand. Der Rest im westlich davon liegenden Weiler Potamós sowie auf verstreut gelegenen Gehöften. 1991 wurde die Insel an das elektrische Energienetz angeschlossen. Wasserleitungen gibt es bis heute keine, so dass die Bewohner nach wie vor im Winterhalbjahr die Niederschläge in Zisternen sammeln. Haupterwerbszweige sind Wein- und Gemüseanbau sowie insbesondere in den Sommermonaten der Tagestourismus.
Die Ausflugsboote der Touristen von Santorin legen üblicherweise im winzigen Hafen Ormos Korfou unterhalb des Dorfes an. Von hier führt ein steiler Treppenweg hinauf zum Dorf, der auch mit Hilfe von Maultieren bzw. Eseln bewältigt werden kann. Tatsächlich findet man hier einen der wenigen organisierten „Parkplätze“ für Esel und Maultiere, die von ihren Treibern auf ebener, überdachter Fläche abgestellt und mit Wasser versorgt werden. Das Dorf selbst hat einige Tavernen und bietet eine herrliche Aussicht über die Caldera auf Santorin. Übernachtungsmöglichkeiten stehen nur in sehr begrenzter Zahl zur Verfügung.